# Referéndum de Italia de 1946
El referéndum de Italia de 1946 (en italiano, referéndum istituzionale, o referéndum sulla forma istituzionale dello Stato) tuvo lugar el 2 de junio y en él se decidió con una mayoría del 54,26 % el final de la monarquía y el establecimiento de una república.

## Antecedentes
Desde la unificación italiana de 1861, el país había sido gobernado por reyes de la Casa de Saboya mediante el llamado Estatuto Albertino, una constitución otorgada por el rey de Cerdeña, Carlos Alberto, en 1848, inicialmente solo para ese reino. El Estatuto establecía una monarquía constitucional limitada.
Pese a ello, a partir de 1922, Benito Mussolini logró establecer el régimen fascista, que finalmente resultó en la participación de Italia en la Segunda Guerra Mundial en alianza con la Alemania nazi. Esto aumentó la tensión política y debilitó considerablemente el papel de la monarquía.
Después de la guerra civil y de la liberación del nazismo-fascismo en 1945, se convocaron simultáneamente un referéndum popular para decidir si la forma institucional del Estado debía ser la monarquía o la república, y unas elecciones a la asamblea constituyente encargada de redactar una nueva Constitución, que tuvieron lugar el 2 de junio de 1946. Las italianas pudieron votar por primera vez.

## Resultados

Resultados por regiones del referéndum.

La opción republicana fue la más votada y todas las regiones de la mitad norte de Italia dieron una mayoría clara a la república, mientras que las regiones de la mitad sur del país votaron por mantener la monarquía. 
| Opción                    | Votos      | %     |
| ------------------------- | ---------- | ----- |
| República                 | 12.717.923 | 54,26 |
| Monarquía                 | 10.719.284 | 45,74 |
| Nulos/Blancos             | 1.498.136  | –     |
| Total                     | 24.935.343 | 100   |
| Registrados/Participación | 28.005.449 | 89,08 |
| Fuente: Gazzette Oficial  |            |       |

### Resultados por circunscripción electoral
|                             | Aosta     | 28,516     | 63.47 | 16,411     | 36.53 | 50,946     | 84.00 |  |  |
|                             | Turín     | 803,191    | 59.90 | 537,693    | 40.10 | 1,426,036  | 91.12 |  |  |
|                             | Cuneo     | 412,666    | 51.93 | 381,977    | 48.07 | 867,945    | 89.75 |  |  |
|                             | Génova    | 633,821    | 69.05 | 284,116    | 30.95 | 960,214    | 85.62 |  |  |
|                             | Milán     | 1,152,832  | 68.01 | 542,141    | 31.99 | 1,776,444  | 90.31 |  |  |
|                             | Como      | 422,557    | 63.59 | 241,924    | 36.41 | 715,755    | 90.98 |  |  |
|                             | Brescia   | 404,719    | 53.84 | 346,995    | 46.16 | 805,808    | 91.67 |  |  |
|                             | Mantua    | 304,472    | 67.19 | 148,668    | 32.81 | 486,354    | 93.83 |  |  |
|                             | Trentino  | 192,123    | 85.00 | 33,903     | 15.00 | 238,198    | 91.04 |  |  |
|                             | Verona    | 648,137    | 56.24 | 504,405    | 43.76 | 1,258,804  | 92.22 |  |  |
|                             | Venecia   | 403,424    | 61.52 | 252,346    | 38.48 | 712,475    | 91.49 |  |  |
|                             | Udine     | 339,858    | 63.07 | 199,019    | 36.93 | 592,463    | 88.51 |  |  |
|                             | Bolonia   | 880,463    | 80.46 | 213,861    | 19.54 | 1,151,376  | 92.40 |  |  |
|                             | Parma     | 646,214    | 72.78 | 241,663    | 27.22 | 955,660    | 92.58 |  |  |
|                             | Florencia | 487,039    | 71.58 | 193,414    | 28.42 | 723,028    | 92.08 |  |  |
|                             | Pisa      | 456,005    | 70.12 | 194,299    | 29.88 | 703,016    | 89.99 |  |  |
|                             | Siena     | 338,039    | 73.84 | 119,779    | 26.16 | 487,485    | 92.72 |  |  |
|                             | Ancona    | 499,566    | 70.12 | 212,925    | 29.88 | 759,011    | 91.65 |  |  |
|                             | Perugia   | 336,641    | 66.70 | 168,103    | 33.30 | 538,136    | 90.26 |  |  |
|                             | Roma      | 711,260    | 48.99 | 740,546    | 51.01 | 1,510,656  | 84.07 |  |  |
|                             | L'Aquila  | 286,291    | 46.78 | 325,701    | 53.22 | 648,932    | 87.61 |  |  |
|                             | Benevento | 103,900    | 30.06 | 241,768    | 69.94 | 369,616    | 88.82 |  |  |
|                             | Nápoles   | 241,973    | 21.12 | 903,651    | 78.88 | 1,207,906  | 84.77 |  |  |
|                             | Salerno   | 153,978    | 27.09 | 414,521    | 72.91 | 607,530    | 88.05 |  |  |
|                             | Bari      | 320,405    | 38.51 | 511,596    | 61.49 | 865,951    | 90.15 |  |  |
|                             | Lecce     | 147,346    | 24.70 | 449,253    | 75.30 | 630,987    | 90.04 |  |  |
|                             | Potenza   | 108,289    | 40.61 | 158,345    | 59.39 | 286,575    | 88.70 |  |  |
|                             | Catanzaro | 338,959    | 39.72 | 514,344    | 60.28 | 900,635    | 85.56 |  |  |
|                             | Catania   | 329,874    | 31.76 | 708,874    | 68.24 | 1,107,524  | 85.28 |  |  |
|                             | Palermo   | 379,871    | 38.98 | 594,686    | 61.02 | 1,032,102  | 85.77 |  |  |
|                             | Cagliari  | 206,192    | 39.07 | 321,555    | 60.93 | 569,574    | 85.91 |  |  |
|                             |           |            |       |            |       |            |       |  |  |
|                             | Italia    | 12,718,641 | 54.27 | 10,718,502 | 45.73 | 24,946,878 | 89.08 |  |  |
| Fuente: Ministerio Interior |           |            |       |            |       |            |       |  |  |

### Resultados en las grandes ciudades
| Ciudad | Ciudad    | República | República | Monarquía | Monarquía | Votantes | Participación |
| Ciudad | Ciudad    | Votos     | %         | Votos     | %         | Votantes | Participación |
| ------ | --------- | --------- | --------- | --------- | --------- | -------- | ------------- |
|        | Turín     | 252,001   | 61.41     | 158,138   | 38.59     | 426,563  | 87.44         |
|        | Milán     | 487,125   | 67.77     | 231,711   | 32.23     | 737,440  | 85.65         |
|        | Génova    | 294,254   | 73.65     | 105,291   | 26.35     | 410,152  | 81.97         |
|        | Venecia   | 101,084   | 62.27     | 61,245    | 37.73     | 171,836  | 90.49         |
|        | Bolonia   | 137,093   | 67.72     | 65,359    | 32.28     | 209,776  | 90.49         |
|        | Florencia | 148,763   | 63.43     | 85,753    | 36.57     | 242,750  | 88.78         |
|        | Roma      | 353,715   | 46.17     | 412,439   | 53.83     | 783,865  | 80.80         |
|        | Nápoles   | 87,448    | 20.06     | 348,420   | 79.94     | 451,463  | 80.79         |

Tras estos resultados, la proclamación oficial tuvo lugar el 18 de junio, y se consumó una revolución pacífica, que produjo una forma de estado poco diferente a la actual.
El 10 de junio era anunciado el resultado: casi trece millones de votos (54%), frente los poco menos de once millones de votos monárquicos. El norte de Italia, con un 66% de votos a favor de la república, se distinguía del sur, donde la monarquía obtuvo un porcentaje similar.